# Cathay Organisation

Cathay Organisation — одна из ведущих медиакорпораций Сингапура. Владелец сети кинотеатров и развлекательных центров. Группа осуществляет свою деятельность в Сингапуре и Малайзии.

## История

### Предтечи
История Cathay Organisation неразрывно связана с династией китайских эмигрантов Лок. Основатель династии Лок Яу (1846—1917) родился в провинции Гуандун. В 12 лет он прибыл в Малайзию, где работал помощником продавца в бакалее, а через некоторое время открыл свой собственный продовольственный магазин. В то время британские колониальные власти продавали налоги на откуп китайцам, одним из счастливчиков, получивших право собирать налоги, стал Лок Яу. Благодаря стабильному доходу, а также связям с британскими властями через некоторое время он приобрёл свою долю в самых доходных сферах бизнеса: казино и торговля опиумом. Через некоторое откуп налогов перестал приносить прибыль, но к тому времени Лок сделал успешные инвестиции в чрезвычайно прибыльные каучуковые плантации. Каучук наряду с капиталом, вложенным в другие компании (Pahang Motor Car Service, Raub Straits Trading Company и the Burmah Rice Mill) сделали китайского эмигранта миллионером. Политическая стабильность в регионе позволила Лок Яу вложить приобретённые средства в недвижимость.
Ещё при жизни Лок Яу было очевидно, что его преемник, кем он не был, не сможет повторить формулу успеха своего предшественника, поэтому Когда в 1917 году Лок Яу скончался и контроль над его состоянием перешёл к его четвёртой жене, Лок Чэн Ким, она приняла решение вложить средства в стремительно развивающуюся киноиндустрию и в 1935 году основала компанию Associated Theatres Limited. В качестве ответствующего партнёра (absentee partner) был зарегистрирован её 20-летний сын Лок Ван Тхо, в то время получавший образование в Кэмбридже. Когда в 1939 году Ван Тхо вернулся в Малайзию, то бразды правления перешли в его руки. В том же году молодой предприниматель переехал в Сингапур, где открыл огромный кинокомплекс Cathay Cinema.

### Создание Motion Picture
Первоначально Cathay задумывалась как разветвлённая сеть кинотеатров (от Сингапура до Пенанга, от Таиланда до Борнео), занимающаяся прокатом уже готовой продукцию. В 1949 году Лок Ван Тхо заключил договор с гонконгской кинокомпанией Юнхуа, в составе директоров которой он получил почётное место. Контракт подразумевал исключительные права для Cathay на распространение продукции, однако победа коммунистов поставила крест на успех данной затеи. Юнхуа просуществовала некоторое время на финансовой поддержке Cathay, однако пожар на студии, произошедший в 1954 году, стала завершающим аккордом в истории Юнхуа. Постепенно руководство Cathay взяло управление кинопроизводством в свои руки и в 1956 году Лок Ван Тхо основал кинокомпанию Motion Picture & General Investment Co. Ltd., которая отныне занималась не только прокатом фильмов, но и их созданием.
Поскольку сам Лок не имел никаких познаний в кинопроизводстве, к работе был привлечён Robert Chung, выпускник Университета в Цинциннати, ранее работавший студийным менеджером в Юнхуа. Лок отбросил предыдущую задачу производить в год 40-50 фильмов на кантонском поставил перед Чуном более реалистичную задачу: 12-14 фильмов на севернокитайском. Хотя ответственным за производство был Чун, Лок самолично просматривал каждый фильм. контролировал бюджет, подписывал контракты с актёрами и дистрибьюторами. Приняв за образец голивудскую модель вертикальной интеграции, когда крышей одной студии не только производились фильмы, но и выращивались новые таланты, Motion Picture приглашали к себе начинающих актрис и актёров и затем раскручивали их до звёздного статуса. Именно благодаря Motion Picture получили свою известность самые популярные актрисы 50-60 гг. — Грэйс Чан, Е Фэн, Линь Дай, Ю Минь, Дин Хао. Поскольку компания брала на себя ответственность за создание имиджа, жизнь актёров была под полным контролем работодателя, вплоть до вмешательства в семейные дела и вопросы женитьбы или замужества.
Основной продукцией Motion Picture стали модерные романтические комедии. В сфере производства, операторской работы, монтажа и постпродакшна были взяты голливудские комедии.

### Противостояние с Shaw Brothers
После того, как в 1957 году Лок основал Motion Picture, своё производство в Гонконг перенесли и другой медимагнат Юго-Восточной Азии — Шао Ифу. Интеллигентному, высокообразованному выпускнику Кембриджа противостоял традиционный, приземлённый делец из Нинбо. В отличие от Лока, мало что понимавшего в кинопроизводстве, Шао Ифу вместе со своими братьями по праву считался одним из отцов-основателей китайского кино. Тогда как фильмы Motion Picture редко окупали сами себя, не говоря уже о принесении доходов, картинам, Shaw Brothers, неизменно сопутствовал коммерческий успех. Мирное сосуществование двух компаний было невозможно, конфликт — неизбежен.
Предметом первых споров стали актёры: обе компании старались заполучить себе наиболее успешных и перспективных актрис. В скором времени они, однако, подписали соглашение, по которому обязались не заниматься вербовкой и хищением кадров. В частности к Роберту Чуну в письме от 14 февраля 1957 года Лок сообщил, что достиг договора с Шао Ифу по актрисе Линь Дай: «На следующий год она должна сняться в трёх фильма для MP&GI и ещё трёх для Shaw Brothers. Мы также договорились поднять её зарплату до 60 000 гонконгских долларов за картинку».
Однако противостояние на этом не закончилось. Когда в 1959 году Shaw Brothers сняли монументальную костюмированную драму в стиле хуанмэй «Страна и красавица», MP&GI сняли свою версию фильма, но она не получила похожего успеха. В дальнейшем Shaw Brothers и MP&GI неоднократно одновременно снимали фильмы с одинаковыми сюжетными линиями: «Лян Шаньбо и Чжу Интай» (1963) Shaw Brothers и «Лян Шаньбо и Чжу Интай» (1964) MP&GI; «Солнце, Луна и Звезда» (1961) MP&GI и «Лазурь и тьма» (1966).